# Alvin Ailey
Alvin Ailey (ur. 5 stycznia 1931 w Rogers w Teksasie, zm. 1 grudnia 1989 w Nowym Jorku) – amerykański tancerz, choreograf i aktor.

## Życiorys
Urodził się w Rogers (Teksas), jako syn Alvina Aileya, robotnika i Luli Elizabeth Cliff, zbieraczki bawełny i gospodyni domowej. Zanim Ailey skończył 1. rok, jego ojciec porzucił rodzinę, pozostawiając ją bez dachu nad głową na blisko 6 lat. W tym czasie Ailey i jego matka wędrowali, często pieszo, przez bezlitosne tereny zubożałej i rasistowskiej doliny Brazos w południowo-wschodnim Teksasie, aby szukać schronienia u krewnych i znaleźć pracę na pobliskich polach.
Bystry, ciekawski Ailey dołączył do matki na polach bawełny, gdy tylko mógł nosić worek do jej zbioru. Został ochrzczony w wierze czarnych południowych baptystów i rozkoszował się widokami i dźwiękami chórów ewangelii oraz tradycyjnych duchowości. Ailey poznał także mniej pobożną stronę członków jego kongregacji, którzy spędzali sobotnie wieczory na tańcu, piciu i walce w przydrożnych czarnych barach oraz salach tanecznych, gdzie muzycy bluesowi grali na tle nieustannego warkotu przejeżdżających pociągów.

## Kariera
Studiował u choreograf Katherine Dunham, a potem pod kierunkiem nauczyciela tańca Lestera Hortona. Od 1958 r. kierował własnym zespołem w Nowym Jorku, który w roku 1972 przyjął nazwę Alvin Ailey City Center Dance Theatre. Jest znany przede wszystkim jako twórca baletów inspirowanych muzycznymi tradycjami czarnoskórych Amerykanów (style blues, jazz, spiritual), których charakterystyczną cechą jest łączenie elementów tańca rdzennego, nowoczesnego, jazzowego i klasycznego. Ailey współpracował także z filmem, telewizją i teatrem muzycznym (tworzył układy choreograficzne musicali i oper). 
Ailey był gejem. W latach 50. związał się z Davidem McReynoldsem, który stał się jego wieloletnim partnerem.
Zmarł w wieku 58 lat; przyczyną śmierci były cytomegalowirus i wrzód przełyku.

## Znane dzieła
- Blues suite (1958, blues tradycyjny)
- Objawienie (1960, folklor murzyński)
- The River (1970, muzyka Duke'a Ellingtona)
- Krzyk (1971, muzyka A. Coltrane'a)